# 糖醋鯉魚

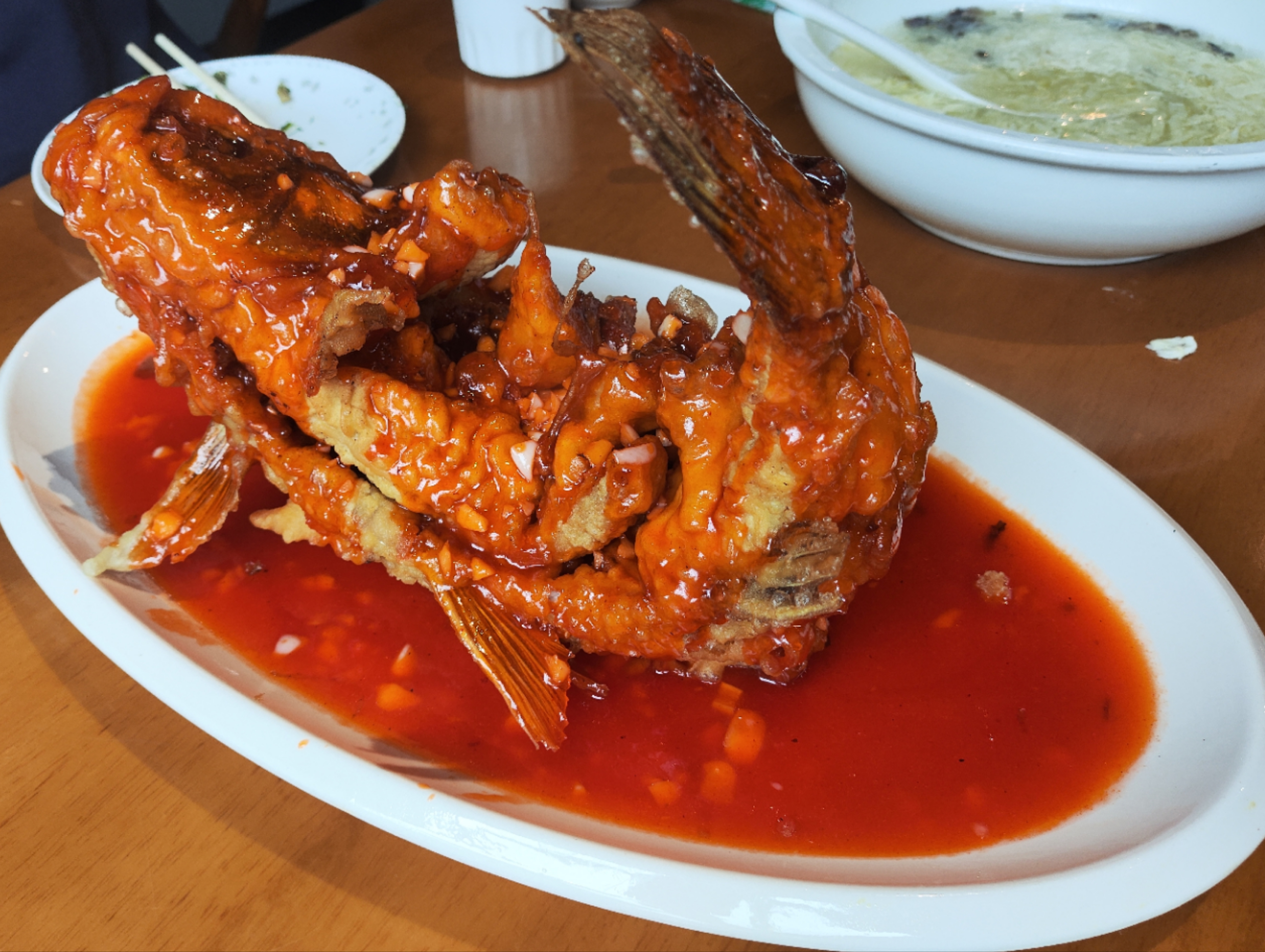
糖醋鯉魚

糖醋鯉魚（タンツーリーユイ）は、中国の山東料理の代表的料理の1つ。
日本では「鯉の丸揚げ甘酢餡掛け」、「魚の甘酢煮」などと説明される。中華料理には一品に複数の食感をもたせた料理が多いが、糖醋鯉魚も揚げた素材に餡をかけることで「脆（）」、「酥（）」、「香（）」、「滑（）」の4つの食感が含まれている。
北京料理にもあるが、元々は山東料理である。古くは黄河で獲れた鯉を使用していたとされる。
鯉を油で揚げて、甘酢をあんかけして完成する。味は甘くて酸味もある。形が特徴的でインパクトのある料理である。